# Elen Grigorian
Elen Grigorian (ur. 3 stycznia 1988) – ormiańska sztangistka, wicemistrzyni Europy.
Największym jej sukcesem jest srebrny medal mistrzostw Europy w Kazaniu (2011) w kategorii do 53 kilogramów. W dwuboju osiągnęła 195 kg.

## Wyniki
| Rok  | Zawody             | Miasto  | Miejsce | Kategoria | Wynik  |
| ---- | ------------------ | ------- | ------- | --------- | ------ |
| 2010 | Mistrzostwa świata | Antalya | 12      | do 53 kg  | 186 kg |
| 2011 | Mistrzostwa Europy | Kazań   | 2       | do 53 kg  | 195 kg |